# 塩谷さやか
塩谷さやか（しおたに さやか）は尚絅大学・尚絅大学短期大学部教授。専門は公共経済学・経営学。
　初等科から聖心女子学院で過ごす。(株)日本航空在職中に米国フォーダム大学、ニューヨーク大学大学院、早稲田大学大学院修士課程(MBA)、早稲田大学大学院博士後期課程にて学ぶ。観光、航空、サービス・マネージメント、情報通信等を経済学・経営学双方の側面から研究。(株)日本航空在職時代には客室乗務員として国際線をフライトするかたわら、ソムリエ、ホスピタリティ・コーディネーター資格取得。専門領域は、事業価値の計量的分析やサービス・マネジメントなどの経営論、および公共経済学的側面からの政策論。航空、観光、情報通信等を対象に研究。2014年6月 エクステンション所属。

## 来歴
- 聖心女子学院
- (株)日本航空客室乗務員
- フォーダム大学（日本航空在職中）
- ニューヨーク大学大学院（日本航空在職中）
- 早稲田大学商学研究科、大学院修士課程修了、修士（MBA：国際経営）。（日本航空在職中）
- 早稲田大学商学研究科、大学院博士課程修了、博士（Ph.D：国際経営）。（日本航空在職中）
- マサチューセッツ工科大学スローンスクール、大学院修士課程修了、修士（MOT：技術経営）。
- 桜美林大学ビジネスマネジメント学群　専任講師[2]
- エクステンション所属
- 関東学院大学　准教授
- 尚絅大学・尚絅大学短期大学部　教授

## 主な著書
- 『現代の航空輸送事業』（2007）。
- 『新規航空会社 事業成立の研究～日本におけるビジネスモデルと航空政策の革新～』（2008）。
- 『観光立国を支える航空輸送事業』（2010）。
- 『空港経営』（2010）。